# William Legge, 6.º conde de Dartmouth
William Heneage Legge, 6.º conde de Dartmouth (6 de mayo de 1851-11 de marzo de 1936), estilizado vizconde Lewisham entre 1853 y 1891, fue un noble británico y político conservador. Sirvió como vice-chambelán entre 1885 y 1886 y una vez más entre 1886 y 1891.

## Origen y educación
Nacido en Westminster, Londres, Dartmouth fue el hijo mayor de William Legge, 5.º conde de Dartmouth y lady Augusta Finch, hija de Heneage Finch, 5.º conde de Aylesford. El honorable Henry Legge fue su hermano menor. Fue educado en el Eton College y en Christ Church. El 7 de mayo de 1868, fue hecho ensigne del régimen militar de Staffordshire Rifle Volunteer, y fue hecho capitán el 19 de agosto se 1874. Jugó al cricket en Marylebone Cricket Club en 1877. Luego fue hecho alcalde en el South Staffordshire Regiment, resignó el 20 de diciembre de 1884.

## Familia
Lord Dartmouth se casó con lady Mary, cuarta hija de Thomas Coke, II conde de Leicester, el 18 de diciembre de 1879. Tuvieron cinco hijos:
- William Legge, vizconde Lewisham (1881–1958), luego 7.º conde de Dartmouth.
- Gerald Legge (1882-1915), asesinado durante el desembarco de la Bahía de Suvla el 9 de agosto de 1915.[6] Fue un conocido ornitólogo.[7]
- Lady Dorothy Legge (1883–1974), se casó con el coronel Francis Meynell (nieto de Charles Wood, I vizconde de Halifax).
- Humphry Legge (1888–1962), luego 8.º conde de Dartmouth.
- Joan Margaret Legge (1885–1939), murió soltera.

La condesa de Dartmouth murió en diciembre de 1929. Lord Dartmouth vivió otros siete años y murió en Patshull Hall, Staffordshire, en marzo de 1936, a los 84 años. Fue sucedido por su hijo mayor, William.